# گائو یائو
گائو یائو (انگلیسی: Gao Yao؛ زادهٔ ۱۳ ژوئیهٔ ۱۹۷۸) یک بازیکن فوتبال اهل جمهوری خلق چین است.